# Ricinoides olounoua
Ricinoides olounoua är en spindeldjursart som beskrevs av Legg 1978. Ricinoides olounoua ingår i släktet Ricinoides och familjen Ricinoididae. Inga underarter finns listade i Catalogue of Life.